# 海上潟
海上潟（うなかみがた）は、古代の上総国の海上郡、あるいは下総国の海上郡に存在した潟（ラグーン）であり、当時の畿内政権の海路による東国進出のための最前線の港津であったと見られている。

## 概要
従来の説では、万葉集巻十四東歌筆頭（14-3348）の「夏麻引く海上潟の沖つ洲に船は留めむさ夜更けにけり」の注に「右一首上総國歌」とあるので、この和歌を上総国の海上郡の歌とし、海上潟は現在の市原市沿岸の東京湾の干潟とされ、この地は、奈良時代以前からの水上交通の要衝とも言われていた。しかし、徳川家康江戸入府前の東京湾（江戸湾）の水上交通は、江戸城の南に品川湊があって、更にその南の六浦（金沢）を経て鎌倉に至る水陸交通路があり、関東内陸部と古利根川・元荒川・隅田川を経て品川・鎌倉（更に外海）とを結ぶ湾内交通が主体であった。江戸時代以前、内湾から浦賀水道を越えた行き来が盛んであったわけではなく、後に河村瑞賢により下田で風待ちし順風を得て東京湾に入る東廻りと西廻りの航路が拓かれたのが実際である。そもそも、東京湾内湾の西側の武蔵国は、宝亀2年（771年）以前東山道に属し、交通は上野国を経由する陸路であった。古代に於ける外海と古東京湾内湾とを結ぶ交通は、九十九里浜から犬吠埼沖通過を避け陸路香取海に至り、現在の印旛沼・手賀沼を経るものだったとする説もある。
他方、下総国にも海上郡があり、冒頭が同じである巻七-1176「夏麻引く海上潟の沖つ洲に鳥はすだけど君は音もせず」の二首前（7-1174）の「霰降り鹿島の崎を波高み過ぎてや行かむ恋しきものを」にある「鹿島の崎」は、鹿島郡の旧波崎町に関連付けられる。そして、巻九の「鹿島郡の刈野の橋にして大伴卿に別るる歌」と題する長歌は、高橋虫麻呂が検税使の大伴卿と別れた折のもので、
「ことひ牛の 三宅の潟に さし向ふ 鹿島の崎に」に始まり、末尾には「海上の その津を指して 君が漕ぎ行かば」と詠まれている。「鹿島の崎」は前述のように旧波崎町付近、「三宅」は『和名類聚抄』にある三宅郷で、現在の銚子市三宅町付近と推定され、海上潟はこの西方の海上郡界に沿った干潟であり、さらにその西方香取海にはさまれた内海ともされ、巻十四-3348の「夏麻引く海上潟の沖つ洲に……」の注を編者の誤認によるものとし、下総国の海上郡の歌とすべきとする説が、現在は有力になっている。万葉のころ、九十九里平野の北東端の汀線近くにあったラグーンが、港としてしばしば利用されていたことは詠まれた歌などからもうかがい知ることができ、後に椿海と呼ばれた湖になり、近世に干拓され「干潟八万石」と呼ばれる美田となった。
また、海上潟を香取海の部分称、あるいは異称とする説もある。後世「あいさゐる海上潟を見渡せば霞に浮かぶ信太の浮島」（源頼政）などと詠まれており、下総・常陸の歌名所とされている。